# Port lotniczy Pakxe
Port lotniczy Pakxe (IATA: PKZ, ICAO: VLPS) – międzynarodowy port lotniczy położony w Pakxe. Jest trzecim co do wielkości portem lotniczym w Laosie.

## Linie lotnicze i połączenia
- Bangkok Airways (Bangkok)
- Lao Airlines (Luang Prabang, Phnom Penh, Siem Reap, Wientian)